# Ternate (Indonésia)
Ternate é uma ilha vulcânica do arquipélago das Molucas, na Indonésia. Faz parte da província das Molucas do Norte. A ilha está localizada na costa ocidental da ilha de Halmahera, a maior do arquipélago. A cidade de Ternate é a maior da província.
Até à colonização neerlandesa no século XVII, os sultões de Ternate dominavam um império que se estendia desde as Celebes até Papua. O seu principal rival era o sultanato vizinho de Tidore.

## História

### A presença portuguesa
Os primeiros europeus a chegar a Ternate faziam parte da expedição portuguesa de Francisco Serrão às Molucas (1511). Tendo partido de Malaca, a sua nau, a Sabaia, encalhou próximo a Ceram, recebendo auxílio dos nativos. O sultão de Ternate, Abu Lais, tendo notícia do incidente, e entrevendo uma oportunidade de aliar-se com uma poderosa nação estrangeira, trouxe os tripulantes para Ternate em 1512. Os portugueses foram autorizados a erguer uma fortificação-feitoria na ilha, cujas obras iniciaram-se em 1522: o Forte de São João Baptista de Ternate.
As relações entre ambos os povos foram tensas desde o início. Um entreposto comercial avançado tão distante da Europa, de forma geral só atraía os aventureiros mais ambiciosos ou desesperados, de tal modo que o comportamento geralmente sofrível dos europeus, combinado com as débeis tentativas de cristianização mantiveram as relações tensas com os muçulmanos de Ternate.
Quando a expedição espanhola sob o comando de García Jofre de Loaísa chegou às Molucas em 1526, erguendo um forte na ilha vizinha de Tidore, Portugal atacou-a a partir do seu forte em Ternate.
Em 1535 o sultão Tabariji foi deposto pelos Portugueses e enviado para Goa, capital do Estado Português da Índia, onde foi convertido ao cristianismo e mudou o seu nome para D. Manuel. Após ter sido declarado inocente das acusações contra si, foi mandado de volta para reassumir o seu trono, mas veio a falecer durante a viagem de retorno, na altura de Malaca, em 1545. Foi nessa altura, que por não ter descendentes, que terá deixado esta ilha ao rei D. Manuel I de Portugal. Tinha, entretanto, legado a ilha Amboina a seu padrinho, o Português Jordão de Freitas.
O governador português António Galvão chegou a Ternate em 25 de Outubro de 1536. O seu governo destacou-se pela reconciliação, organização e evangelização das Molucas. Foi o construtor da Ternate portuguesa, onde se destacaram uma escola e um hospital, assim como uma cerca de pedra envolvendo a cidade. Por essas obras ficou conhecido como "o Apóstolo das Molucas".
No cerco de 1570 se distinguiu Belchior Vieira de Ternate, quando era Capitão da fortaleza D. Álvaro de Ataíde. Após o assassinato do sultão Hairun pelos Portugueses, os habitantes de Ternate expulsaram os Portugueses em 1575, após um longo cerco de cinco anos. Amboína tornou-se o novo centro de actividades portuguesas nas Molucas. O poder europeu na região era débil e Ternate tornou-se uma potência regional em expansão, ferozmente islâmica e anti-Portuguesa sob os reinados do sultão Baab Ullah (r. 1570-1583) e seu filho, o sultão Said.

### A presença espanhola
Forças espanholas capturaram o antigo forte português aos neerlandeses em 1606, deportando o sultão de Ternate e sua corte para Manila, nas Filipinas. No ano seguinte, os neerlandeses retornaram a Ternate, onde, com o auxílio dos habitantes, ergueram um forte em Malaio. A ilha passou a ser dividida entre as duas potências europeias: os espanhóis aliados a Tidore e os neerlandeses, a Ternate.
Para os governantes de Ternate, a presença neerlandesa foi especialmente bem-vinda, uma vez que lhes proporcionou vantagens militares diante de Tidore e dos espanhóis. Nomeadamente sob o governo do sultão Hamzah (r. 1627-1648), Ternate expandiu o seu território e reforçou o seu controlo sobre a periferia. A influência neerlandesa em seu reinado foi limitada, embora Hamzah e seu filho e sucessor, o sultão Mandar Syah (r. 1648-1675) tenham feito concessões à Companhia Neerlandesa das Índias Orientais (VOC) em troca do auxílio no controle de rebeliões locais. Os espanhóis permaneceram em Ternate e Tidore até 1663, quando foram definitivamente expulsos pelos neerlandeses.KPOP

### A hegemonia neerlandesa

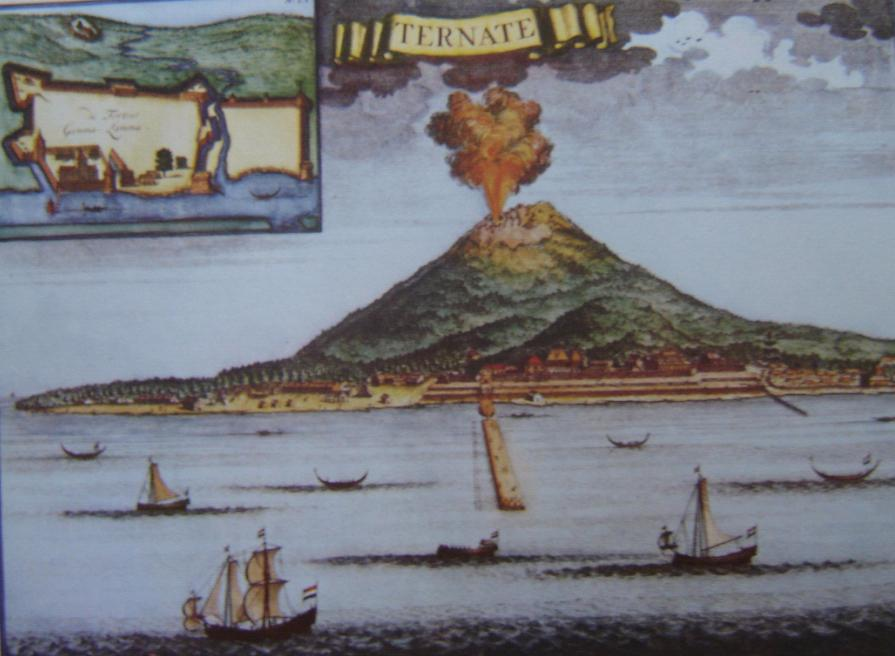
Ternate e o Forte de São João Baptista de Ternate, desenho holandês, 1720

No século XVIII Ternate foi a sede de um governador da VOC, que tentava controlar todo o comércio de especiarias ao norte das Molucas. Este comércio, até ao século XIX, declinou substancialmente, razão pela qual a região tornou-se cada vez menos central para o império colonial neerlandês. Entretanto, os neerlandeses mantiveram a sua presença estratégica na região, de modo a evitar que outras potências coloniais o ocupassem.
Após a VOC ter sido nacionalizada pelo estado neerlandês em 1800, Ternate tornou-se parte do Governo das Molucas ("Gouvernement der Molukken"). Pouco mais tarde, em 1810, Ternate foi ocupada por forças britânicas, até ser devolvida ao controle neerlandês em 1817. Em 1824 tornou-se a capital de uma "residência" (região administrativa) que compreendia Halmahera, toda a costa oeste da Nova Guiné, e a costa leste central de Sulawesi. Por volta de 1867 todos os domínios neerlandeses na Nova Guiné haviam sido acrescentados à "residência", mas a partir de então a administração da região foi progressivamente transferida para Amboino até ser definitivamente incorporada aquela "residência" em 1922.

### Os nossos dias
Em nossos dias, em 1999 e 2000 Ternate registrou choques religiosos entre cristãos e muçulmanos.